# Service de voiturier
Pour les articles homonymes, voir Voiturier.

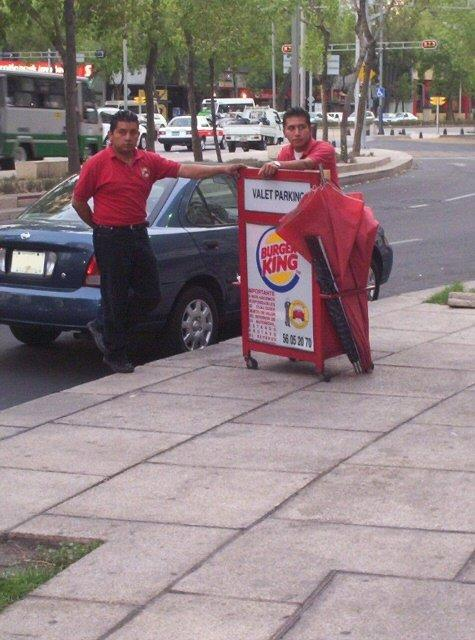
Service de voiturier, aux abords d'un restaurant Burger King à Mexico

Un service de voiturier est un type de service proposé par certains établissements commerciaux (restaurants, hôtels, boutiques, établissements de jeux, etc.), dans lequel un employé (le voiturier) est mis à disposition des clients pour stationner leur automobile à leur place. Ce service peut soit être gratuit (offert par l'établissement auquel il est attaché), soit être payant. À la rémunération s'ajoutent les éventuels pourboires.
Le voiturier peut aussi être à son compte, auquel cas il loue une concession à un établissement pour s'occuper de la clientèle dudit établissement.

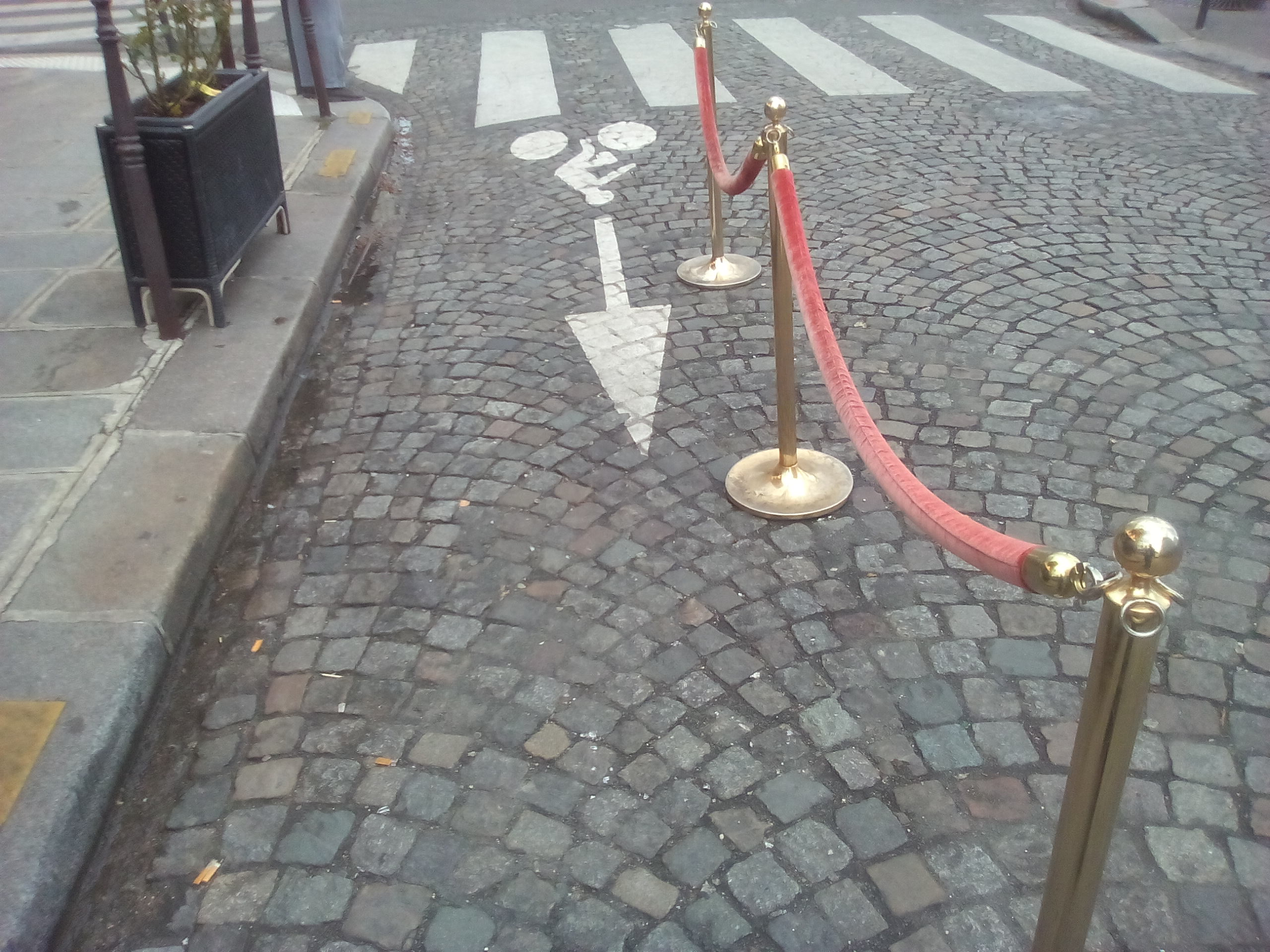
Les voituriers signalent leur service par divers signes sur le trottoir ou sur la chaussée. Service devant un restaurant parisien.

Enfin, les particuliers peuvent faire appel à une agence de voiturier pour leurs événements particuliers tels que les mariages, anniversaires, et autres fêtes privées.
À noter que ce service, en France, se retrouve principalement à Paris où la contrainte du stationnement est la plus élevée.